# Mazul
Mazul (persisch مازول‎) ist ein Dehestan (Gemeinde) im Zentralen Kreis des Schahrestan Nischapur in der Provinz Razavi-Chorasan im nordöstlichen Iran. Die Gemeinde umfasst 61 Dörfer. Bei der Volkszählung 2006 lebten hier 30.375 Einwohner in 7872 Familien. 